# Rușor (okręg Marmarosz)
Rușor – wieś w Rumunii, w okręgu Marmarosz, w gminie Copalnic-Mănăștur. W 2011 roku liczyła 272 mieszkańców.